# Seibu Dome
O Seibu Dome (西武ドーム, Seibu Dōmu), também chamado de MetLife Dome (メットライフドーム, Mettoraifu Dōmu), é um estádio de beisebol localizado em Tokorozawa, Saitama, Japão. É a casa do Seibu Lions, time da Nippon Professional Baseball.
O estádio tem um teto sobre o campo e as arquibancadas, como outros ballparks indoor. Porém, lhe falta uma parede por trás das arquibancadas para que ar natural entre no campo. Isso torna possível que home runs saiam do estádio, algo que não é possível em estádios cupulados típicos. O único outro estádio coberto conhecido com uma abertura permanente é o Safeco Field em Seattle, Estados Unidos. A sua abertura é orientada ao longo dos campos esquerdo e central, fazendo possível que home runs deixem aquele parque também.
O estádio foi construído em 1979 sem o teto e nomeado Seibu Lions Stadium (西武ライオンズ球場, Seibu Raionzu Kyūjō) como a nova casa dos Lions, que se moveram de Fukuoka para Tokorozawa naquele ano. A instalação do teto aconteceu em duas fases:  a primeira após a temporada de 1997, e a segunda após a temporada de 1998. No começo da temporada de 1998, o estádio foi renomeado Seibu Dome, embora a cúpula do teto ainda não estivesse concluída.
Em 1 de março de 2001, o estádio foi nomeado Invoice Seibu Dome (インボイス西武ドーム, Inboisu Seibu Dōmu) conforme a Invoice Inc. adquiriu os direitos de nome do estádio pelas próximas duas temporadas. Com a expiração do contrato prévio, em 1 de janeiro de 2007, o nome foi modificado novamente para Goodwill Dome para refletir o novo patrocínio do Goodwill Group Inc. O contrato é válido por cinco anos.

## Galeria

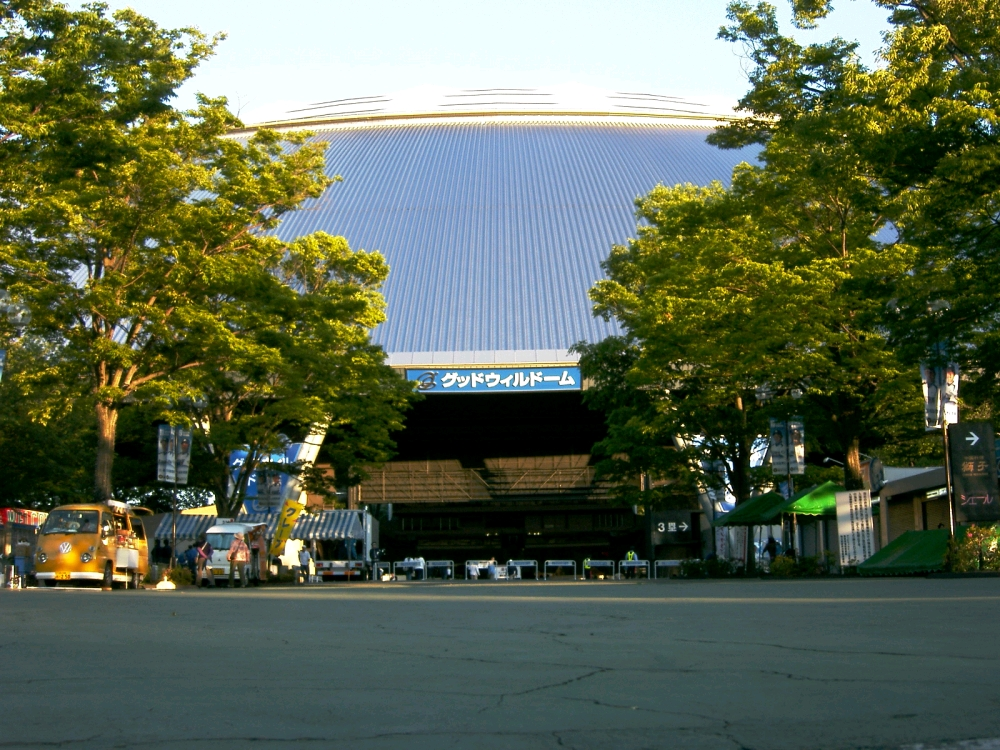
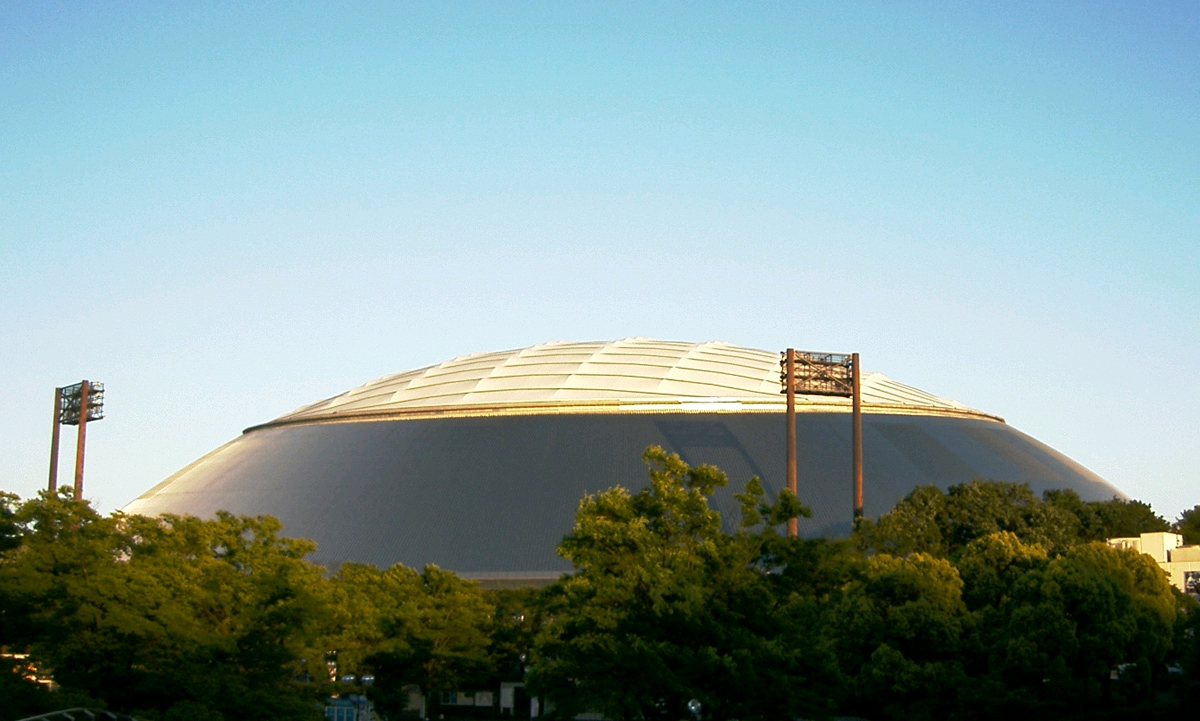
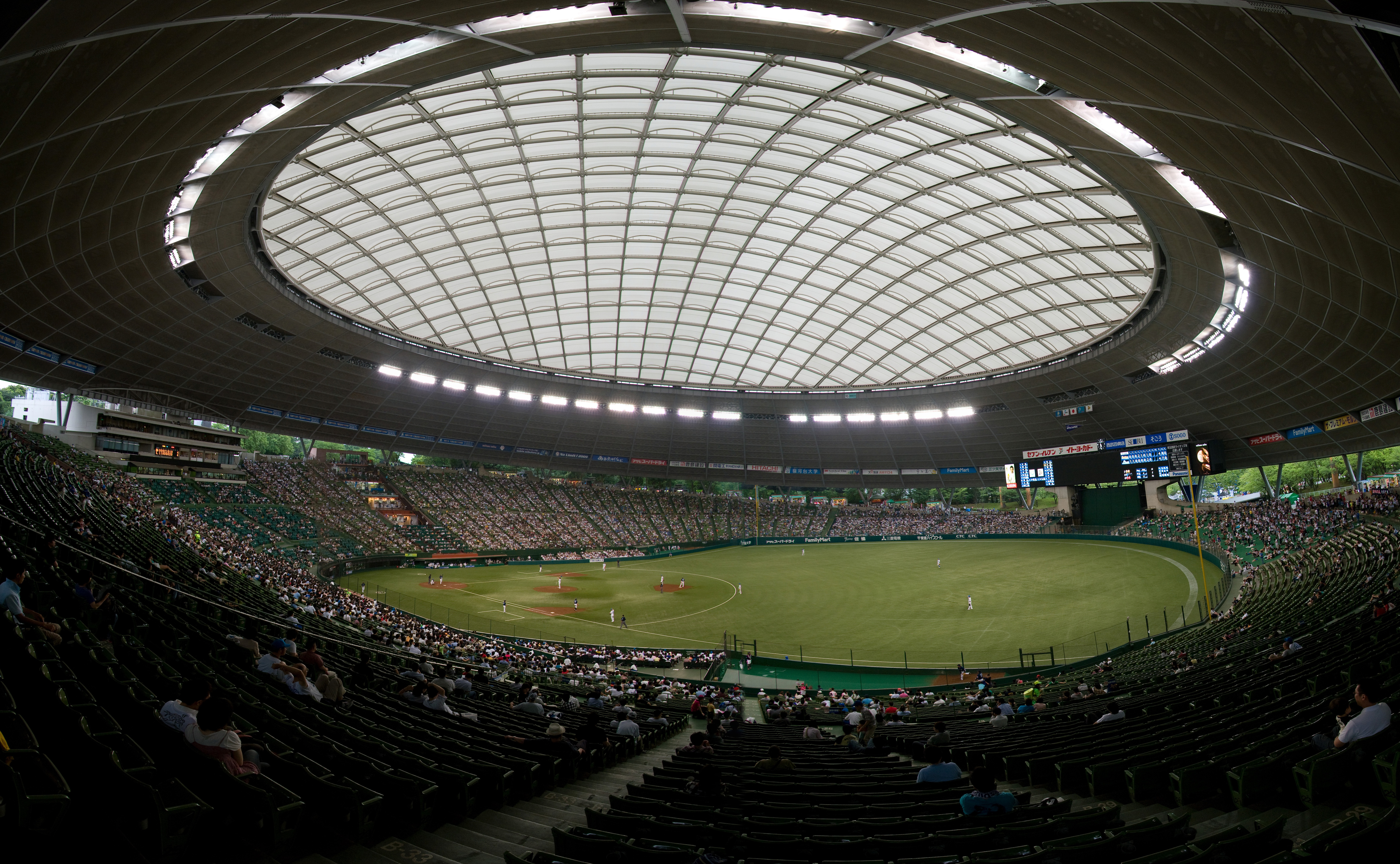